# Ibilo jezik
Ibilo jezik (ISO 639-3: ibi), ime za jezik ili dijalekt koji se trenutno klasificira podskupini edo-esan-ora, šira skupina edoid. 
Predloženo je (Nicholas Rolle) da se njegov kodni element povuče i uklopi u jezik okpamheri [opa] kao njegov dijalekt. Prof. Ron Schaefer navodi da je Ibilo glavno selo, od njih dvadesetak kod Okpamhera. Elugbe (1989a: 24) također navodi da je ibilo dijalekt koji se govori u selu Ibilo.
Okpamheri pripada južnoj podskupini sjeverozapadnih edoid jezika. Ethnologue navodi da ibilom govori oko 5 000 ljudi u državi Edo u Nigeriji.

## Vanjske poveznice
- Ethnologue (14th)
- Ethnologue (15th)
- The Ibilo Language